# Capoluogo di contea
Un capoluogo di contea è il centro amministrativo di una contea. Negli Stati Uniti, in Inghilterra e in Canada, una contea è una divisione amministrativa di uno Stato, e non ha giurisdizione sovrana autonoma; le contee amministrano leggi statali o provinciali a livello locale come parte della decentralizzazione dell'autorità statale o provinciale.

## Isole britanniche
In Inghilterra, Galles e Irlanda, il capoluogo viene chiamato county town (città di contea). Questo termine è ancora utilizzato colloquialmente in Scozia e Irlanda del Nord, pur non essendo più divise in contee: sono divise, invece, rispettivamente, in regioni (regions) e distretti (districts).

## Nord America
Negli Stati Uniti d'America per indicare il capoluogo di contea solitamente si usa il termine county seat. 
Nel New England e nelle Province marittime del Canada, viene utilizzato anche il termine shire town, che però è usato ufficialmente solo nello Stato del Vermont. Le contee vengono poi chiamate parrocchie (parishes) in Louisiana, e boroughs in Alaska: in questi stati, i capoluoghi amministrativi di contea sono pertanto definiti rispettivamente parish seat e borough seat. La provincia canadese dell'Ontario, in aggiunta alle contee, ha anche dei distretti territoriali (territorial districts), delle municipalità regionali (regional municipalities) e una municipalità metropolitana (metropolitan municipality), che sono in pratica equivalenti alle contee in quanto svolgono le medesime funzioni amministrative.
Un capoluogo di contea è spesso, ma non sempre, una municipalità incorporata. Il palazzo di giustizia della contea e l'amministrazione della contea si trovano di solito nel capoluogo di contea, ma alcune funzioni possono anche essere delocalizzate in altre parti della contea, specialmente se questa è particolarmente estesa.
La maggior parte delle contee ha un solo capoluogo di contea, ma alcune contee in Arkansas, Iowa, Kentucky, Massachusetts e Mississippi hanno due o più capoluoghi di contea, che di solito si trovano in zone opposte della contea. Un esempio è la Contea di Harrison, nel Mississippi, che ha sia Biloxi che Gulfport come capoluoghi di contea. La pratica di avere capoluoghi di contea multipli risale ai giorni in cui era difficile viaggiare e benché ci siano stati alcuni sforzi per eliminare questo tipo di organizzazione, non si è risolto nulla, poiché un capoluogo di contea è motivo di orgoglio e fonte di lavoro per le città interessate, che non intendono, quindi, rinunciare al loro privilegio.
In Virginia, tutte le città sono definite città autonoma (Independent city in inglese) e sono legalmente distinte dalle contee che le circondano. Una città autonoma interagisce direttamente con il governo statale del Commonwealth, mentre le cittadine e le altre autorità governative locali lo fanno attraverso gli apparati governativi della contea. In ogni caso, molte città autonome della Virginia fungono da capoluoghi di contea per le contee limitrofe. Ad esempio, la città di Fairfax è separata dalla Contea di Fairfax, ma ne è pure capoluogo di contea.
La contea di Arlington, in Virginia, non ha un capoluogo, poiché non ci sono municipalità all'interno dei suoi confini. Si tratta di un caso unico, essendo la contea più piccola degli Stati Uniti: il suo territorio coincide con una porzione dell'ex contea di Alexandria, che faceva parte del Distretto di Columbia fino alla sua restituzione alla Virginia nel 1847.